# Гавриловка (городской округ Семёновский)
Гаври́ловка — деревня в составе Шалдежского сельсовета городского округа Семёновский.
До 2009 года Гавриловка входила в составе Зименковского сельсовета.
Деревня располагается на правом берегу реки Керженец.